# Karl Lindholm
Karl Fredrik Lindholm (em russo:  Карл Линдхолм; Turku, 5 de maio de 1860 — São Petersburgo, 4 de fevereiro de 1917) foi um velejador russo, medalhista olímpico. Ele competiu nos Jogos Olímpicos de Verão de 1912 na classe 10 Metre e conquistou a medalha de bronze na disputa a bordo do Gallia II com Esper Beloselsky, Ernst Brasche, Nikolay Pushnitsky, Aleksandr Rodionov, Joseph Heinrich von Schomacker e Philipp Strauch.